# Республіка Гірська Вірменія
Республіка Гірська Вірменія (вірм. Լեռնահայաստանի Հանրապետութիւն, Leřnahayastani Hanrapetut’yun; також знана як Автономна Республіка Сюнік або Гірська Вірменія Լեռնահայաստան Leřnahayastan) — недовготривала і невизнана держава на Південному Кавказі, приблизно відповідає терену сьогоденних вірменських марзів Вайоц Дзор і Сюник, і частині сьогоденного Азербайджану.

## Передмова

### Турецько-вірменська війна
20 вересня 1920 турецький генерал Кязим Карабекір із загоном вдерся в межі Демократичної Республіки Вірменія (ДРВ). У відповідь на це 24 вересня ДРВ оголосило війну Туреччині — розпочалась турецько-вірменська війна. В регіонах Олту, Сарикамиш, Карс, Александрополь (Гюмрі) вірменські війська зіткнулися з інтересами Туреччини. Це виявилося катастрофічним для вірмен.
18 листопада було укладено перемир'я, а 2 грудня 1920 року між урядами Туреччини і Вірменії було укладено мирний Александропольський договір.

### Радянізації Вірменії

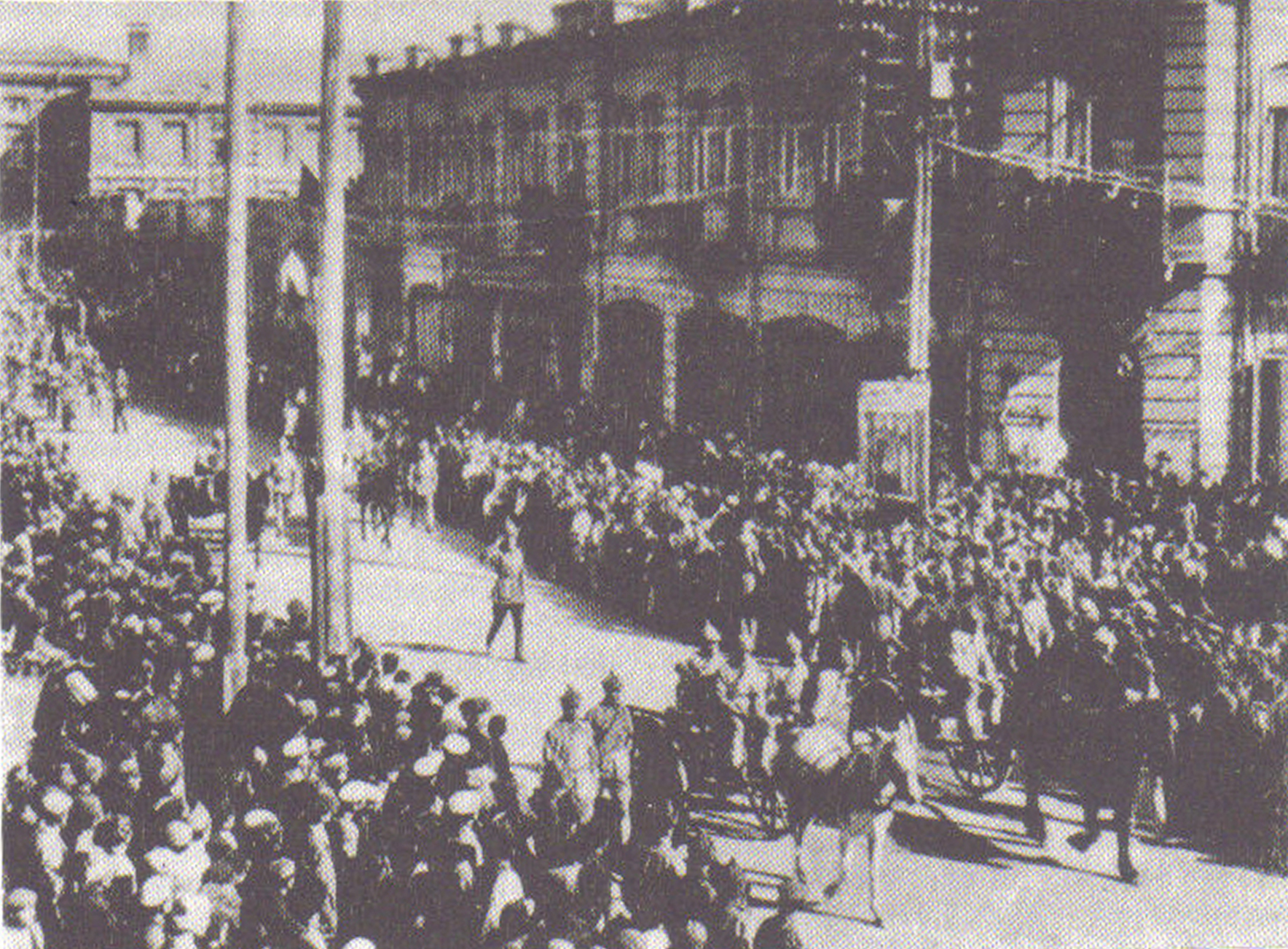
Радянська 11-а Червона Армія входить в Єреван у 1920, остаточно покінчивши із вірменським самоврядуванням

Вторгнення радянської 11-ї Червоної армії у Демократичну Республіку Вірменія почалося 29 листопада 1920 року. Фактична передача влади відбулася 2 грудня в Єревані, коли керівництво Вірменії затвердило ультиматум, представлений їй радянським повноважним Борисом Леграном. Вірменія погодилася приєднатися до СРСР, в той час як Радянська Росія погодилася захисти свою територію від наступаючої турецької армії. СРСР також пообіцяла вжити заходів для відновлення вірменської армії, а не переслідувати не комуністів, хоча згідно з остаточними умовами від цього зобов'язання відмовилися, і дашнаки були змушені залишити країну. Радянський уряд запропонував анексувати регіони Вірменії Нагірний Карабах і Сюнік до Радянського Азербайджану. Цей крок був рішуче відкинутий Гарегіном Нжде, який заявив, що Сюнік є самоврядною областю. У січні 1921 Драстамат Канаян направив телеграму Нжде, запропонувавши дозволити радянізацію Сюніка, через що вони могли б отримати підтримку більшовицького уряду у вирішенні проблем вірменських земель. Нжде знову проявив себе як далекоглядний політик, він не відмовився від Сюніка і продовжував свою боротьбу проти Червоної Армії і Радянського Азербайджану

## Декларація
18 лютого 1921 дашнаки розпочали антирадянське повстання в Єревані і захопили владу. Дашнаки контролювали Єреван і прилеглі райони протягом майже 42 днів до поразки від чисельно переважаючої Червоної Армії в кінці квітня 1921, після чого відступили у Сюнік.
26 квітня 1921, відбувся у Татеві 2-й Загальнозангезурзький з'їзд, що, оголосив про незалежність самоврядних регіонів Вайоц-Дзора, Зангезура і Гірський Арцах, під назвою Республіка Гірська Вірменія.

## Політика

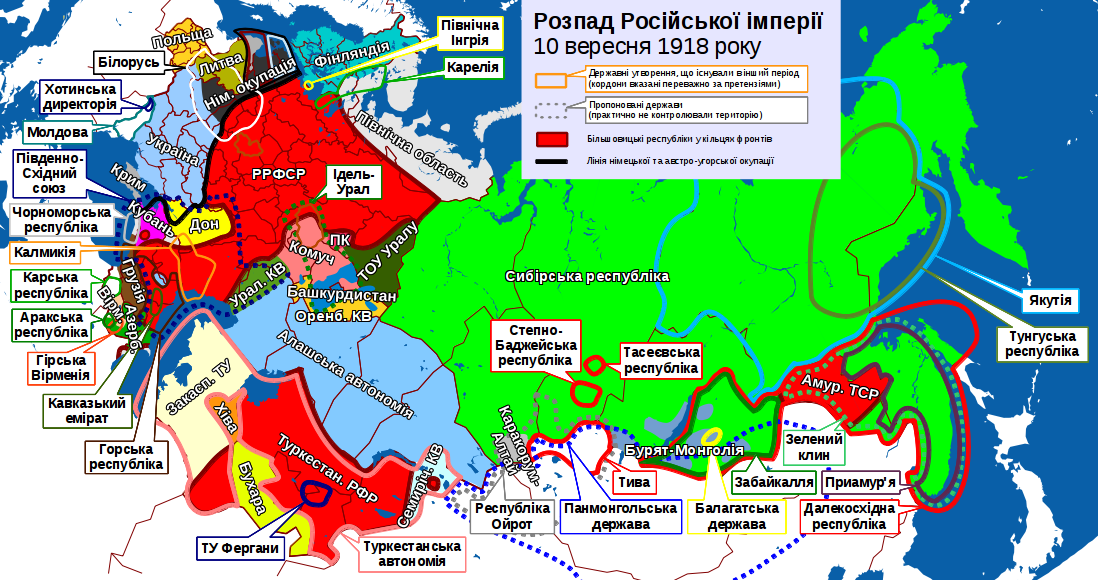
Гірська Вірменія на карті розпаду Російської імперії

Місто Горіс було проголошено столицею невизнаної держави, Гарегіна Нжде було обрано прем'єр-міністром і міністром оборони. Пізніше, в липні, Симон Врацян вступив на посаду прем'єр-міністром у той час як Нжде став губернатором і головнокомандувачем. Нжде бере активну участь в етнічному чищенні Зангезура від азербайджанського населення
З квітня по липень 1921, відбувались запеклі бої з Червоною Армією, Республіка Гірська Вірменія капітулювала в липні 1921 року після обіцянки Радянської Росії, лишити гірський терен у складі Радянської Вірменії. Програвши війну, Гарегін Нжде, війська, і багато провідної вірменської інтелігенції, у тому числі лідери першої незалежної Республіки Вірменія, перетнули кордон у напрямку перського міста Тебріз.

## Ресурси Інтернету
- Հայոց Գաղափարաբանության Հենասյուները[недоступне посилання з квітня 2019] from noravank.am
- Other Armenian States from freenet.am